# Sabine Hack
Sabine Hack (Ulm, 12 juli 1969) is een voormalig tennisspeelster uit Duitsland. Haar favoriete ondergrond is gravel. Zij was actief in het proftennis van 1983 tot en met 1997. Zij woont thans in de Verenigde Staten, is getrouwd en heeft twee kinderen.
Op de WTA-tour won Hack vier titels in het enkelspel. Zij was tevens viermaal verliezend finaliste. In 1994 bereikte zij de kwartfinale op Roland Garros – zij verloor van de Spaanse Conchita Martínez. Haar hoogste positie op de WTA-ranglijst is de dertiende plaats, die zij bereikte in januari 1995.
In het dubbelspel behaalde zij twee finales op de WTA-tour. Zij won één titel in 1993 met landgenote Veronika Martinek in Curitiba (Brazilië). Zij kwam van 1992 tot en met 1996 uit voor het Duitse Fed Cup-team.

## Posities op deWTA-ranglijst
Positie per einde seizoen:
| jaartal | rank enkel | rank dubbel |
| ------- | ---------- | ----------- |
| 1997    | 521        | –           |
| 1996    | 43         | –           |
| 1995    | 40         | 205         |
| 1994    | 19         | 168         |
| 1993    | 24         | 181         |
| 1992    | 35         | 290         |
| 1991    | 90         | 137         |
| 1990    | 45         | 216         |
| 1989    | 74         | 190         |
| 1988    | 141        | 162         |
| 1987    | 246        | 312         |
| 1986    | 219        | 202         |
| 1985    | 187        | –           |

## Palmares
| Legenda                | Legenda                  |
| ---------------------- | ------------------------ |
| Grandslamtoernooi      |                          |
| Olympische Spelen      |                          |
| Year-End Championships |                          |
| tot 2009               | 2009 – 2020 / vanaf 2021 |
| Tier I                 | Premier Mandatory        |
| Tier II                | Premier Five / WTA 1000  |
| Tier III               | Premier / WTA 500        |
| Tier IV & V            | International / WTA 250  |
|                        | Challenger / WTA 125     |

### WTA-finaleplaatsen enkelspel
| nr.              | finaledatum | toernooi      | ondergrond | tegenstandster    | score        |
| ---------------- | ----------- | ------------- | ---------- | ----------------- | ------------ |
| Gewonnen finales |             |               |            |                   |              |
| 1.               | 1991-12-08  | WTA São Paulo | gravel     | Veronika Martinek | 6-3 7-5      |
| 2.               | 1993-10-31  | WTA Curitiba  | gravel     | Florencia Labat   | 6-2 6-0      |
| 3.               | 1994-03-27  | WTA Houston   | gravel     | Mary Pierce       | 7-5 6-4      |
| 4.               | 1995-01-08  | WTA Jakarta   | hardcourt  | Irina Spîrlea     | 2-6 7-66 6-4 |
| Verloren finales |             |               |            |                   |              |
| 1.               | 1989-07-30  | WTA Båstad    | gravel     | Katerina Maleeva  | 1-6 3-6      |
| 2.               | 1993-03-28  | WTA Houston   | gravel     | Conchita Martínez | 3-6 2-6      |
| 3.               | 1995-07-16  | WTA Palermo   | gravel     | Irina Spîrlea     | 62-7 1-6     |
| 4.               | 1996-07-21  | WTA Palermo   | gravel     | Barbara Schett    | 3-6 3-6      |

### WTA-finaleplaatsen damesdubbelspel
| nr.              | finaledatum | toernooi     | ondergrond | partner           | tegenstandsters                   | score    |
| ---------------- | ----------- | ------------ | ---------- | ----------------- | --------------------------------- | -------- |
| Gewonnen finales |             |              |            |                   |                                   |          |
| 1.               | 1993-10-25  | WTA Curitiba | gravel     | Veronika Martinek | Cláudia Chabalgoity Andrea Vieira | 6-2, 7-6 |
| Verloren finales |             |              |            |                   |                                   |          |
| 1.               | 1988-08-01  | WTA Athene   | gravel     | Silke Frankl      | Sabrina Goleš Judith Wiesner      | 5-7, 0-6 |

## Prestatietabel
| Legenda | Legenda                          |
| ------- | -------------------------------- |
| g.t.    | geen toernooi gehouden           |
| l.c.    | lagere categorie                 |
| –       | niet deelgenomen                 |
| G       | uitgeschakeld in de groepsfase   |
| 1R      | uitgeschakeld in de eerste ronde |
| 2R      | uitgeschakeld in de tweede ronde |
| 3R      | uitgeschakeld in de derde ronde  |
| 4R      | uitgeschakeld in de vierde ronde |
| KF      | uitgeschakeld in de kwartfinale  |
| HF      | uitgeschakeld in de halve finale |
| F       | de finale verloren               |
| W       | het toernooi gewonnen            |
| w-v     | winst/verlies-balans             |

### Grand slam, enkelspel
| Toernooi        | 1988 | 1989 | 1990 | 1991 | 1992 | 1993 | 1994 | 1995 | 1996 | 1997 |
| --------------- | ---- | ---- | ---- | ---- | ---- | ---- | ---- | ---- | ---- | ---- |
| Australian Open | –    | –    | –    | 1R   | 3R   | 2R   | 4R   | 1R   | 2R   | 1R   |
| Roland Garros   | 1R   | 1R   | 2R   | 2R   | 4R   | 3R   | KF   | 1R   | 1R   | –    |
| Wimbledon       | –    | –    | –    | –    | 2R   | 1R   | 1R   | –    | –    | –    |
| US Open         | –    | –    | 1R   | 1R   | 3R   | 3R   | 1R   | 2R   | 1R   | –    |

### Grand slam, vrouwendubbelspel
| Toernooi        | 1991 | 1992 | 1993 | 1994 | 1995 |
| --------------- | ---- | ---- | ---- | ---- | ---- |
| Australian Open | 2R   | 1R   | –    | –    | 2R   |
| Roland Garros   | 1R   | –    | –    | 1R   | –    |
| Wimbledon       | –    | –    | –    | –    | –    |
| US Open         | –    | –    | –    | 1R   | –    |